# Congrégation de l'Imitation du Christ
La congrégation de l'Imitation du Christ [OIC] est une congrégation cléricale syro-malankare de droit pontifical. Fondée en 1919 elle rejoint, avec son fondateur, l'Eglise catholique en 1930. L'institut religieux, très présent au Kérala et en Inde du Sud  est vouée à l'évangélisation et à la prière.

## Historique
En 1919, Geevarghese Ivanios (1882-1953), de l'Église syriaque orthodoxe, pense fonder un ordre religieux sur le modèle des congrégations catholiques afin de donner la possibilité d'une vie spirituelle plus intense au clergé syriaque. La première maison (Bethany Ashram) est ouverte le 15 août 1919 à Perunad, au Kerala.
Le 20 septembre 1930, Ivanios rejoint l'Église catholique et l'Ordre de l'imitation du Christ est reconnu comme congrégation religieuse diocésaine. Ses constitutions sont examinées et approuvées par le Saint-Siège en 1954, l'institut devient 'de droit pontifical' par le décret publié le 14 avril 1966 par la congrégation pour les Églises orientales dont il dépend. 

## Activités et diffusion
Les membres de la congrégation sont principalement actifs au sein de l'Eglise syro-malankare. Ils mènent une vie de prière et se consacrent à l'œuvre d'évangélisation des non-chrétiens et à l'œcuménisme avec l'église syriaque orthodoxe. 
Au 31 décembre 2005 la congrégation comptait 37 maisons et 188 membres dont 106 prêtres. La maison-mère est à Kottayam et leur principale maison de formation à Pune (Inde).